# نقاب شیطان (فیلم ۱۹۴۶)
نقاب شیطان (انگلیسی: The Devil's Mask) یک فیلم به کارگردانی هنری لوین است که در سال ۱۹۴۶ منتشر شد. از بازیگران آن می‌توان به آنیتا لوئیس اشاره کرد.